# Synagoga w Niemirowie
Synagoga w Niemirowie – nieistniejąca, drewniana synagoga znajdująca się w Niemirowie tuż przy rynku.
Synagoga została zbudowana w połowie XIX wieku na miejscu starej synagogi. W jednym z bocznych pomieszczeń budynku urządzono cheder. Synagoga została doszczętnie zniszczona podczas nalotu lotniczego na Niemirów we wrześniu 1939 roku.
Drewniany budynek synagogi wzniesiono na planie prostokąta. Jej wystrój zewnętrzny był bardzo skromny i podobny do okolicznej zabudowy. Całość była nakryta dachem dwuspadowym z gontem.